# Casa del Comte de Fígols
La casa del Comte de Fígols és un edifici situat a l'illa dels carrers de Vallmajor, Raset, Amigó i la Via Augusta de Barcelona, catalogat com a bé amb elements d'interès (categoria C). La finca inclou l'edifici IBM, actual seu del Departament d'Educació i Formació Professional de la Generalitat de Catalunya.

## Història i descripció
El 1884, l'enginyer industrial Josep Bofill i Martorell (1852-1893) es va casar amb la italiana Emilia Laurati Ortí, que fins a principis del 1882 havia estat la primera ballarina del Teatre Principal de Barcelona, i va encarregar a l'arquitecte Eduard Mercader el projecte d'un xalet de planta baixa i dos pisos tocant al carrer de Raset (encara no urbanitzat en aquest tram), i una cotxera al camí que duia a la masia de Ca n'Esteve (actualment Can Castelló), al terme de Sant Gervasi de Cassoles. Conegut com a Can Bofill, seria la residència de la parella i els seus dos fills Josep (1886-1963) i Manuel (1888-1969).

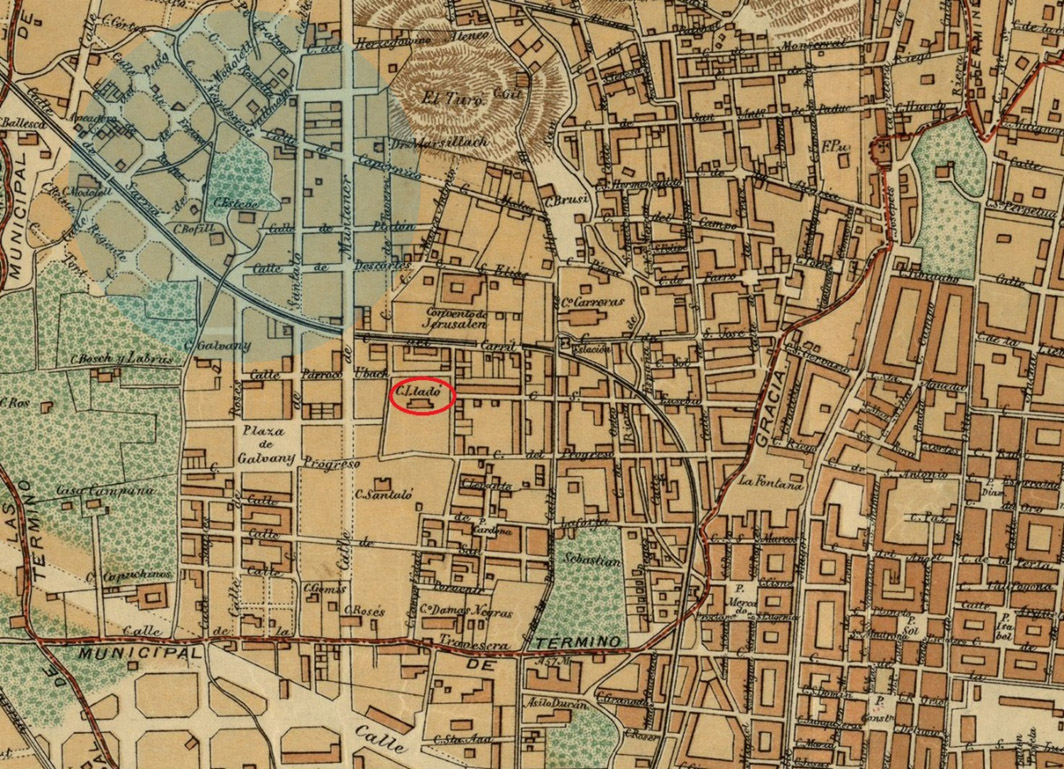
Plànol del 1890, on es pot llegir «C. Bofill» i «C. Esteve»

El 1890, Bofill va demanar permís per a construir un segon xalet de planta baixa i dos pisos prop de la confluència dels carrers de Raset i de Vallmajor, segons el projecte del mateix arquitecte, i el 24 de febrer del 1893, va ser assassinat d'un tret de pistola al seu despatx del carrer Ample de Barcelona pel ciutadà anglès Samuel Willie.
Posteriorment, la finca va passar a mans de l'empresari miner José Enrique de Olano y Loyzaga (1858-1934), primer comte de Fígols, que va fer posar el seu escut d'armes sobre el balcó del primer pis. És un edifici aïllat de planta baixa i dos pisos, voltat de jardí, que segueix el llenguatge neoclàssic de les vil·les nord-italianes, amb una composició centrada en la porta principal, situada en un cos prominent, i una planta baixa elevada. El parament té una mena de sòcol amb pedra de fil a la planta baixa i estucat lliscat a dos colors a la resta, i les obertures tenen emmarcaments de pedra motllurada. La coberta és a quatre vessants.

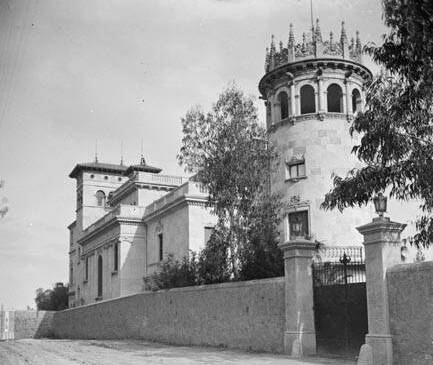
Palau del Comte de Fígols

El 1918, el comte encarregà a l'arquitecte Enric Sagnier un palauet amb aires de castell a l'emplaçament de Can Bofill. Era un edifici noucentista amb alguns detalls platerescs, com l'escut d'armes de la família a la torre lateral. A l'interior, hi havia una escala noble que pujava al primer pis, on hi havia les estances principals. També disposava d'una capella i d'una sala d'actes al soterrani, on es podien reunir fins a 125 persones. Al voltant hi havia un frondós jardí amb una pineda a la banda del carrer del Carril (actual Via Augusta), que motivà que l'edifici fou conegut com a Torre Los Pinos i que fins entrada la dècada del 1930 seria la residència dels Olano a la ciutat.
Posteriorment, hi hagué una residència i escola de monges, i a la Guerra Civil va ser habilitat com a hospital de sang per a atendre ferits. El curs 1941-1942 va ser llogat per l'Escola Virtèlia, fundada l'octubre del 1939 en un edifici de la plaça de Lesseps pels professors Enric Badal i Alicard, Dolors Calvet, Joan Duran i Josep Jordi Llongueras, amb un ideari catalanista i catòlic en plena dictadura franquista.

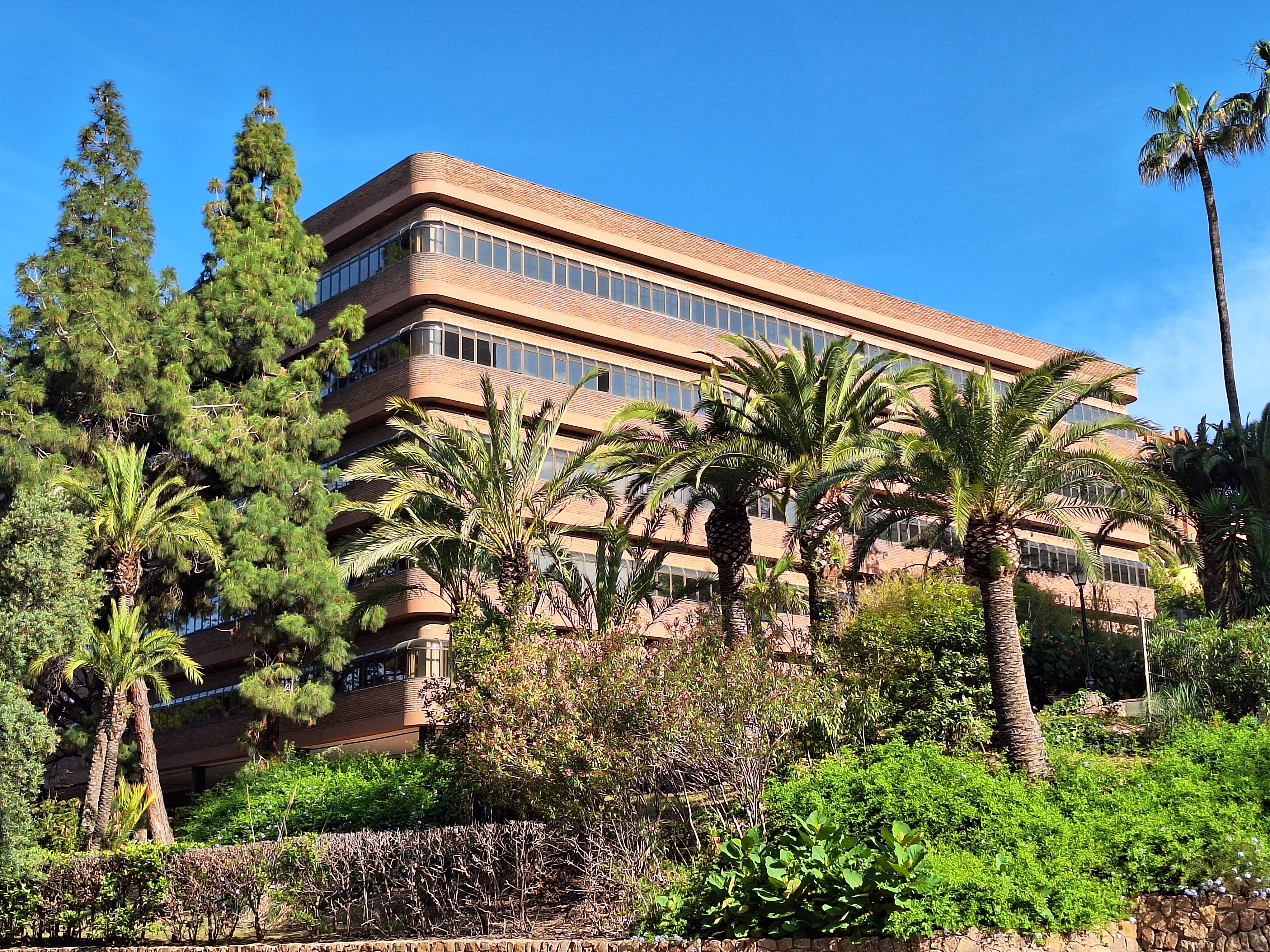
Edifici IBM

Als anys 1960, l'escola es va traslladar i la finca va ser adquirida per la multinacional d'informàtica IBM, que el 1969 va encarregar el projecte de la seva seu a la ciutat a l'arquitecte Josep Antoni Coderch. El 1972, el palau fou enderrocat i poc mesos després hi començaren les obres, realitzades entre 1973 i 1975 sota la direcció de Robert Brufau, tot respectant el projecte de façana de Coderch, que hi havia renunciat per desavinences amb l'empresa. El vestíbul comptava amb un mural de Joan Miró, actualment dipositat al Museu Nacional d'Art de Catalunya.
El 1994, la finca fou adquirida per la Generalitat de Catalunya, i des del 1995, l'edifici IBM acull les oficines del Departament d'Ensenyament.